# Kikiallus
Kikyalus (Kikiallu, Kikiallus, Kikialluses), pleme Salishan Indijanaca, ogranak Swinomisha, koji su nekada živjeli u dva sela blizu današnjeg Mount Vernona na donjem Skagitu (kee-keek-AH-low-sah-lay) i obližnjem otoku Camano Island (aht-sah-LAY-dee), na podrućju Puget Sounda, Washington. Hodge ih locira na ušću Skagita i sjeveru otoka Whidbey. 
Plemena Lower Skagit i Kikyalus (kod Swantona Kikia'los), Swanton svrstava među Swinomish Indijance. Hodge navodi da danas (u njegovo vrijeme) žive na rezervatu Swinomish navodeći ih kao potpleme Skagita.
Kikiallusi nisu držali robove po čemu se razlikuju od ostalih susjednih obalnih plemena. Godine 1855. obuhvaćeni su ugovorom u Point Elliottu koji je za njih potpisao poglavica Sd-zo Mahtl. 
Brojno stanje iznosiliko je sredinom 19. stoljeća oko 140, a 1980. oko 150. Federalna vlada ih još nije priznala.